# Villers-Sire-Nicole
Villers-Sire-Nicole település Franciaországban, Nord megyében. Lakosainak száma 1008 fő (2022. január 1.). Villers-Sire-Nicole Bersillies, Bettignies, Vieux-Reng, Quévy és Estinnes községekkel határos.

## Népesség
A település népessége az elmúlt években az alábbi módon változott:
| Lakosok száma | 992  | 981  | 991  | 978  | 993  | 1008 | 1005 | 1006 | 1008 |
|               | 2013 | 2015 | 2016 | 2017 | 2018 | 2019 | 2020 | 2021 | 2022 |